# Veltruby
Veltruby – gmina w Czechach, w powiecie Kolín, w kraju środkowoczeskim. Według danych z dnia 1 stycznia 2013 liczyła 1 357 mieszkańców.

## Podział gminy
- Veltruby
- Hradišťko I